# نیدروترباخ
نیدروترباخ (به آلمانی: Niederotterbach) یک شهر در آلمان است که در زودلیشه واینشتراسه واقع شده‌است. نیدروترباخ ۳۳۲ نفر جمعیت دارد.